# Cyrioctea spinifera
Cyrioctea spinifera är en spindelart som först beskrevs av Hercule Nicolet 1849.  Cyrioctea spinifera ingår i släktet Cyrioctea och familjen Zodariidae. Inga underarter finns listade i Catalogue of Life.